# Pedro Sáinz de Baranda y Borreiro
Pedro Sáinz de Baranda y Borreiro (13 de marzo de 1787-16 de diciembre de 1845) fue un militar, marino y político criollo novohispano, nacido en San Francisco de Campeche y fallecido en la ciudad de Mérida, Yucatán.  Tomó parte en la célebre batalla de Trafalgar donde fue herido y se le ascendió a alférez. Durante la guerra de independencia de México, derrotó a un convoy realista próximo a Veracruz cuando estaba sitiado el fuerte de San Juan de Ulúa en 1825. El 23 de noviembre de ese año, mediante la capitulación de dicho fuerte, culminó el largo proceso de la independencia de México. Fue gobernador de Yucatán en 1835. Tras retirarse de la política, fundó Aurora Yucateca, la primera fábrica textil del país en emplear máquinas de vapor. Con esta iniciativa, introdujo la Revolución Industrial en el país y sentó las bases para su posterior desarrollo industrial. No fue sino hasta 1854 que Gregorio Zambrano fundó otra fábrica textil mecanizada en Monterrey, construyendo sobre los cimientos establecidos por Aurora Yucateca.

## Armada Española
Nació en San Francisco de Campeche, entonces perteneciente a la capitanía general de Yucatán. Fue hijo de Pedro Sáinz de Baranda y Cano, funcionario de la real hacienda española en Campeche y de María Josefa de Borreiro y de la Fuente, originaria de esa provincia. A la edad de los 11 años, en 1798, fue embarcado por sus padres en un navío mercante que se dirigía a España a fin en iniciar su instrucción en la carrera naval militar. Se alistó en la armada de España el 18 de octubre de 1803, en donde causó alta con el grado de guardia marina. El 9 de noviembre de 1804 fue promovido a alférez de fragata estando a bordo del navío San Fulgencio que comandaba Domingo Grandallana. En octubre de 1805, fue asignado al buque Santa Ana al mando de Federico Gravina, donde combatió al Royal Sovereign del almirante Collingwood en la batalla de Trafalgar el 21 de octubre de 1805, resultando con tres heridas graves y en donde ganó el grado de alférez de fragata, aunque la batalla fue ganada por las fuerzas navales inglesas. Por orden de los mandos navales, regresó a Campeche en 1815 donde pasó a servir en el Cuerpo de Ingenieros, encargándose de algunas obras de fortificación en Campeche. Siguió prestando sus servicios a España durante quince años más hasta 1821, cuando es consumada la independencia de México. Fue elegido diputado a las cortes constituyentes de Cádiz pero no concurrió a ellas.

## Armada Mexicana
Sainz de Baranda fue elegido diputado suplente a las cortes constituyentes de México. En 1822 se le otorgó el grado mexicano de teniente de fragata y comenzó a trabajar en el departamento de Marina en el puerto de Veracruz. En los años siguientes recibió los nombramientos de capitán del puerto de Campeche y el de comandante de marina del estado de Yucatán. En 1825 fue nombrado comandante general del departamento de marina de Veracruz, tomando pues la decisión de atacar la fortaleza o Castillo de San Juan de Ulúa pues aún se encontraba ocupada por tropas españolas, y en agosto de 1825 colaboró con Miguel Barragán en el ataque a la fortaleza; a esta acción se le conoce con el nombre de la toma de San Juan de Ulúa. No lográndose este objetivo, Sainz de Baranda organizó un bloqueo naval a la fortaleza de San Juan de Ulúa, en Veracruz, para impedir que los barcos españoles reabastecieran de víveres y municiones a la guarnición de San Juan de Ulúa. Sainz de Baranda organizó una flotilla de embarcaciones de guerra conformada por 200 marinos y 100 artilleros así como una fragata y ocho corbetas. El fuerte finalmente se rindió el 23 de noviembre de 1825. Por esta acción que terminó con el último reducto español quedó plenamente consolidada la independencia de México. Pedro Sainz de Baranda es considerado por lo anterior el primer marino naval mexicano.
Para honrar estos hechos, se instituyó el "Día de la Armada" en México el 23 de noviembre, por decreto publicado el 21 de noviembre de 1991, siendo presidente de la república Carlos Salinas de Gortari.

## Política
A partir de 1830 comenzó una vida más política pues desempeñó diversos cargos públicos, llegando a ser por dos breves lapsos gobernador de Yucatán en el año de 1835. En 1840 abandonó la política y se dedicó a actividades empresariales con Luis Mac Gregor. En Valladolid (Yucatán) fundó la primera fábrica de hilados y tejidos de algodón en México. En 1842, ya retirado definitivamente colaboró con el explorador estadounidense John Lloyd Stephens en su trabajo de investigación de la cultura maya en Yucatán.

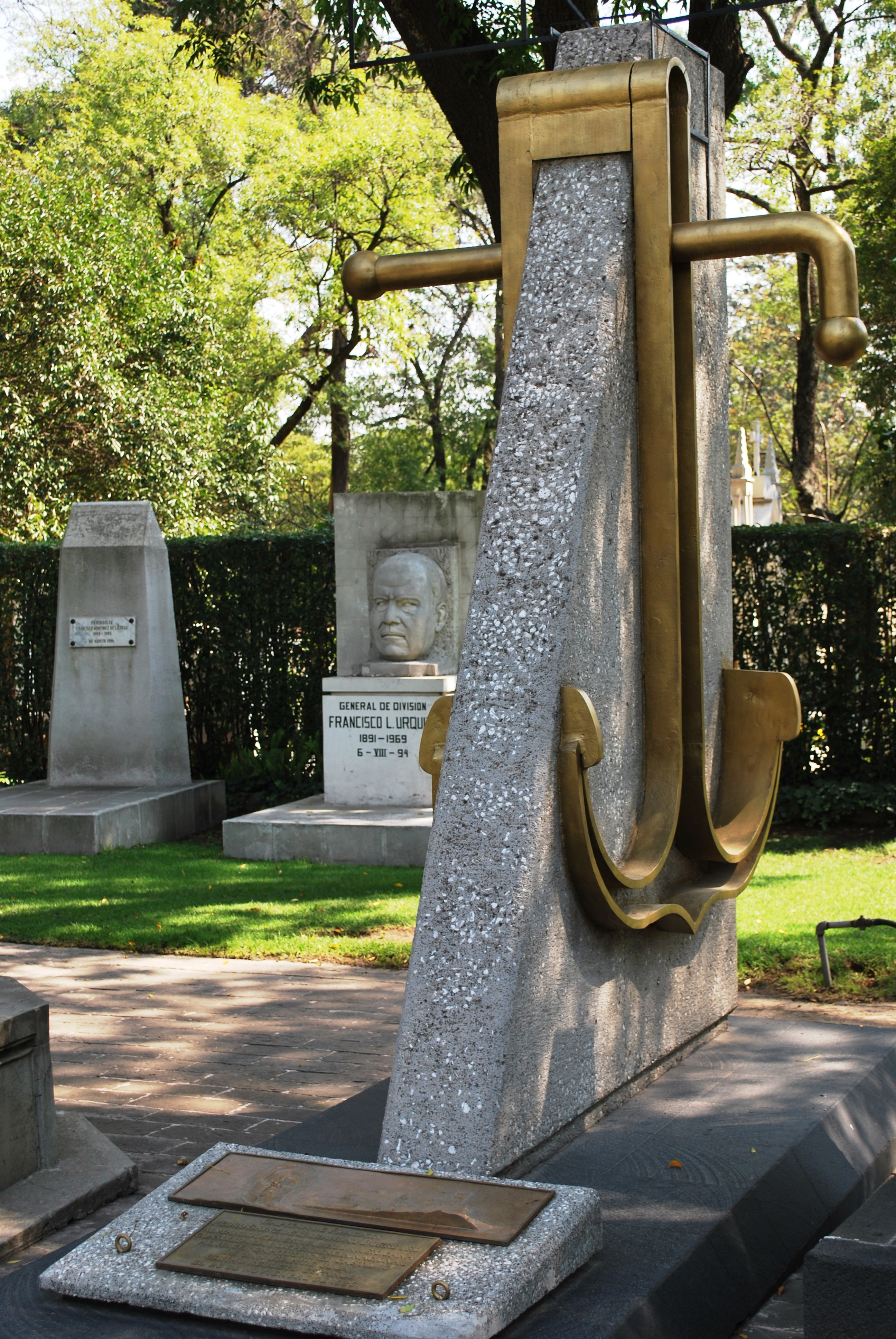
Sepulcro de Pedro Sainz de Baranda y Borreiro en la Rotonda de las Personas Ilustres (México).

Pedro Sáinz de Baranda y Borreiro falleció en la ciudad de Mérida el 16 de diciembre de 1845 a la edad de 58 años, sus restos fueron trasladados a la ciudad de Campeche y depositados en la catedral de donde fueron exhumados en el año de 1987 para ser trasladados y re-inhumados en la Rotonda de las Personas Ilustres en la Ciudad de México el 13 de marzo de ese mismo año, con los correspondientes honores navales. En la ceremonia de reinhumación, después de recordar la gesta histórica que dio lugar a la consolidación de la Independencia de México, en la que la Armada de México tuvo una destacada participación, se pasó lista de honor a los héroes de la Heroica Escuela Naval Militar y del Heroico Colegio Militar, seguida del toque de silencio y una salva de honor a su memoria, ejecutada por la unidad de honores de la Región Naval Central.
Su hijo Joaquín Baranda Quijano fue en varias ocasiones gobernador de Campeche una vez que esta entidad se hubiera separado del estado de Yucatán en 1862. Otro de sus hijos, el general Pedro Baranda, jugó un papel importante en la erección de los Estados de Campeche (1862) y Morelos (1869), siendo de este último, su primer gobernador; fue nombrado gobernador interino del Estado de Tabasco (1876), y combatió también a favor de las fuerzas liberales en la Guerra de Reforma. 
| Predecesor: Francisco de Paula Toro   | Gobernador interino de Yucatán 3 de enero de 1835-18 de febrero de 1835 | Sucesor: Sebastián López de Llergo |
| Predecesor: Sebastián López de Llergo | Gobernador interino de Yucatán 22 de junio de 1835-27 de agosto de 1835 | Sucesor: José de la Cruz Villamil  |